# Dick Wetmore
Richard Byron „Dick“ Wetmore (* 13. Januar 1927 in Glens Falls, N.Y.; † 4. Januar 2007) war ein amerikanischer Jazzgeiger und -trompeter (auch Kontrabass, Baritonhorn).
Wetmore stammte aus einer musikalischen Familie und trat bereits während seiner Zeit auf der Elementary School auf; während seines Militärdienstes lernte er autodidaktisch Kornett. Nach seiner Entlassung aus der Army zog er nach Boston, studierte Geige und Komposition an der Boston University und am New England Conservatory of Music. In den 1950er-Jahren spielte er in Clubs in Boston, wie dem Hi-Hat, Pioneer Club und dem Savoy, außerdem Clubs in New York City, wo er mit Stars wie Billie Holiday, Dizzy Gillespie, Charlie Parker und Sarah Vaughan auftrat. In Boston hatte er ein Trio mit Jimmy Woode und Dick Twardzik. 1953 nahm er für Bethlehem Records sein einziges Album unter eigenem Namen auf, an dem Ray Santisi (Piano), Bill Nordstrom (Bass), Jimmy Zitano (Schlagzeug) und der Arrangeur Bob Zieff mitwirkten. Weitere Aufnahmen entstanden in dieser Zeit mit Vinnie Burkes String Jazz Quartat, Nat Pierce und Gerry Mulligan. Eine Alkoholerkrankung unterbrach seine Karriere; erst Anfang der 1970er-Jahre setzte er seine Musikerkarriere fort und trat weiter auf lokaler Ebene auf. Er lebte mit seiner Frau in Cape Cod, später in Naples, Florida. Im Bereich des Jazz war er zwischen 1953 und 1995 an 27 Aufnahmesessions beteiligt.